# Vranasjön
Vranasjön (kroatiska: Vransko jezero) är en insjö i Kroatien. Den är belägen nära orten Pakoštane söder om Zadar i landskapet Dalmatien. Vranasjön är Kroatiens största sjö och täcker en yta på 30,16 km². Den ligger 0,7 m ö.h och är 3,9 m som djupast.
Vranasjön ingår i Naturparken Vranasjön (Park prirode Vransko jezero) som är ett naturreservat och populärt tillhåll inte minst för sportfiskare och fågelskådare. 